# Zottegem
Zottegem (nizozemska izgovorjava: [ˈzɔtəɣɛm], Sottegem v starejših francoskih jezikovnih virih) je občina v Flandriji, v provinci Vzhodna Flandrija v Belgiji. Občino sestavljajo ožje mesto Zottegem in vasi Elene, Erwetegem, Godveerdegem, Grotenberge, Leeuwergem, Oombergen, Sint-Goriks-Oudenhove, Sint-Maria-Oudenhove, Strijpen in Velzeke-Ruddershove. 1. januarja 2018 je imel Zottegem skupno 26.373 prebivalcev. Skupna površina je 56,66 km2, tako pa je gostota prebivalstva 470 prebivalcev na km2.
Zottegem je del hribovitega geografskega območja Flamskih Ardenov (Vlaamse Ardennen); hribi in tlakovane ulice (Paddestraat) so redne lokacije spomladanskih klasičnih kolesarskih dirk po Flandriji.
Mesto je znano po svojih povezavah z Lamoralom, grofom Egmontskim, ki je bil lastnik Egmontskega gradu (Egmontkasteel); po Egmontskem muzeju (Egmontkamer) in dveh kipih Egmontskega v središču Zottegema. Grof Lamoral je pokopan v Egmontovi kripti (Egmontcrypte) pod cerkvijo.
Grad Leeuwergem v Eleneju je mogočna hiša iz 18. stoletja. Tam so tudi ruševine mlina na veter iz 18. stoletja. Grad Breivelde v Grotenbergeju je obdan z angleškim krajinskim vrtom. Arheološki muzej Velzeke razstavlja najdbe iz časov, ko so območje poseljevali Galci in Rimljani.

## Zanimivosti
- Cerkev Marijinega vnebovzetja (Zottegem) (nl), Egmontska kripta
- Kip Lamorala Egmontskega
- Egmontski grad Zottegem
- Egmontski muzej
- Grad Breivelde
- Grad Leeuwergem
- Paddestraat
- Arheološki muzej Velzeke